# Flip Hallema

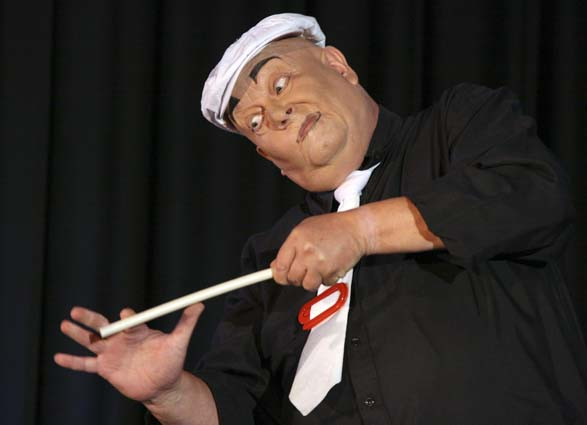
Flip: Duplo-Magic

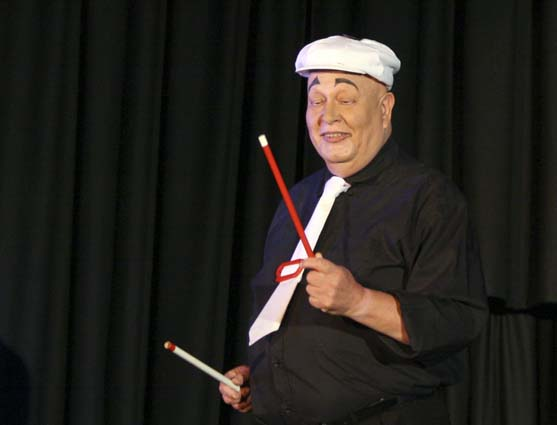
Flip: Duplo-Magic

Flip Hallema (Rotterdam, 3 juni 1941) is een Nederlands goochelkunstenaar/cabaretier, met de artiestennaam FL!P.
Flip Hallema is vooral bekend door een speciale greep, die nu wereldwijd bekendstaat als de FL!PSTICK-move. Een greep om een lang voorwerp als goochelstokken, potloden, waaiers, etc. te laten verschijnen en verdwijnen. Deze greep wordt vermeld in de Tarbell Course en wordt inmiddels door vele goochelaars over de hele wereld gebruikt.
Flip ontwikkelde met deze greep een podium-act, die hem op het Nationaal Congres te Eindhoven in 1969 de 1e prijs opleverde voor Algemeen Goochelen. Later ontwikkelde hij hieruit zijn zg. Duplo-Magic act, een stil nummer dat hij in vele landen al heeft vertoond.

## Biografie
Flip Hallema werd geboren als de zoon van de architect Guido Hallema en An Faber. Hij leerde de eerste trucs van zijn vader op negenjarige leeftijd. Al vanaf zijn 12e jaar begon Flip met het zelf bedenken van trucs.
Na de Kunstacademie werkte hij als grafisch en industrieel ontwerper. Eerst enige jaren bij Fokker en Gero en daarna freelance. In 1972 besloot hij professioneel goochelkunstenaar te worden, na een tournee van enige maanden door de VS.
In de tachtiger jaren woonde hij enige tijd in Barcelona, waar hij met zijn tweede vrouw het oudste goochelwinkeltje van Europa runde: El Rey de la Magia (1881).
FL!P werkt als goochelkunstenaar (Wondertainer) zowel op het Podium als met Salonmagie en Close-up. Er zijn door hem diverse avondvullende programma’s gedaan, zowel in Nederland als in het buitenland. Hij ontwikkelde reeds vele bedrijfspresentaties en was verscheidene keren Special Effects adviseur bij theaterproducties. Daarnaast coacht hij regelmatig collega’s en jonge talenten.
FL!P is lid van de Goochelclub van Midden-Nederland de MKCN en de International Brotherhood of Magicians, lid van de Magische Zirkel von Deutschland en was van 2009 tot 2015 voorzitter van de Nederlandse Magische Unie (NMU).
Flip Hallema heeft in veel landen zowel optredens als lezingen gegeven, die hij houdt in het Engels, Duits, Frans of Spaans. Er zijn ook vele optredens geweest voor tv, in zijn beginjaren in Nederland voor ‘Ren je rot’.
Hij heeft in zowel het nationale goochelmagazine Informagie als in diverse internationale goocheltijdschriften gepubliceerd.

## Carrière en Prijzen
- 1969: 1e prijs Algemeen Goochelen op het Nationaal Goochelcongres te Eindhoven.
- 1970: Versierder van een Alternatief Boekenbal te Zeist
- 1974: Rood en Bloot. Productie samen met Joris Schiks.
- 1976 en ‘78: Suggestival te Rotterdam, bedenker en mede-organisator. Een multidisciplinair festival van alles wat met suggestie te maken kan hebben.
- 1979: Speciaal hoofdstuk over Flip Hallema in het boek ‘The World Greatest Magic’, Bonanza Books, New York. Flip Hallema en Richard Ross zijn de twee enige Europeanen die in dat boek vermeld worden.
- 1982: Zijn eerste Video met instructies voor Goochelaars, speciaal touwroutines.
- 1999: Uitvindersprijs op het Nationaal Goochelcongres te Haarlem.
- 2005: Met twee goochelsketches meegewerkt aan de tv-serie “Woensdag Wonderdag”.
- 2005: 6 dvd’s van FL!P uitgebracht, ‘The Very Best of FL!P’, bij L&L publishing.
- 2006: Première nieuw programma in Duitsland in het Traumzeittheater te Backnang.
- 2006: Onderscheiden met “The Performing Fellowship Award” in Hollywood van de Academy of Magical Arts. Deze ‘Oscar’ in de goochelwereld is slechts aan 3 andere Nederlandse Goochelaars uitgereikt, nl. Fred Kaps, Tommy Wonder en Richard Ross.
- 2008: Prijs Cartomagie op het Nationaal Goochelcongres te Stadskanaal.